# Noordhoff Uitgevers

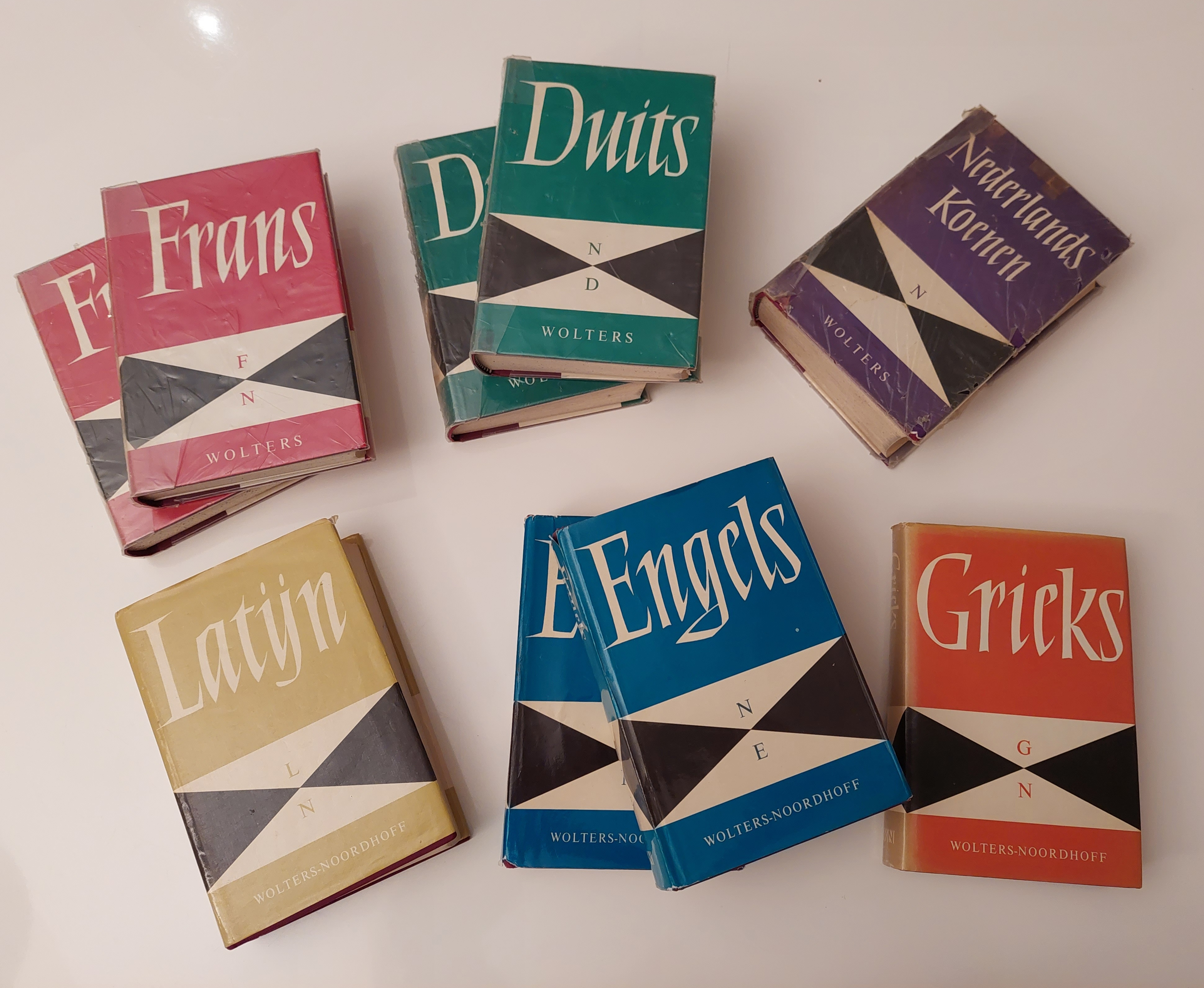
Set woordenboeken, deels met vermelding Wolters, deel Wolters-Noordhoff. De stofomslagen werden ontworpen door Susanne Heynemann.

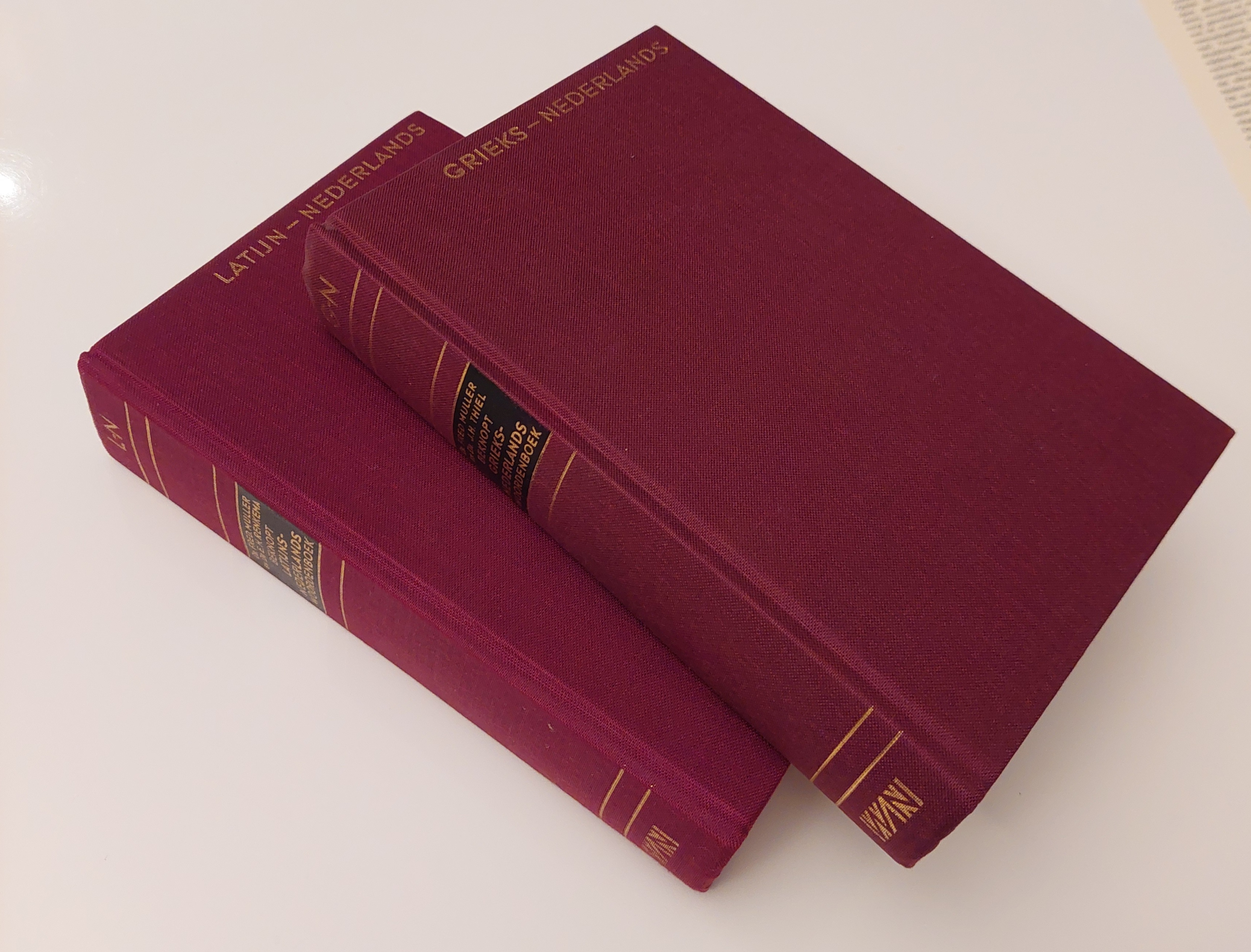
Woordenboeken Grieks en Latijn

Noordhoff is een Nederlandse uitgeverij van leermiddelen voor zowel het basisonderwijs, voortgezet onderwijs, hoger onderwijs als het middelbaar beroepsonderwijs, maar ook specifiek voor de zorgsector en werknemers.

## Geschiedenis

### Ontstaan

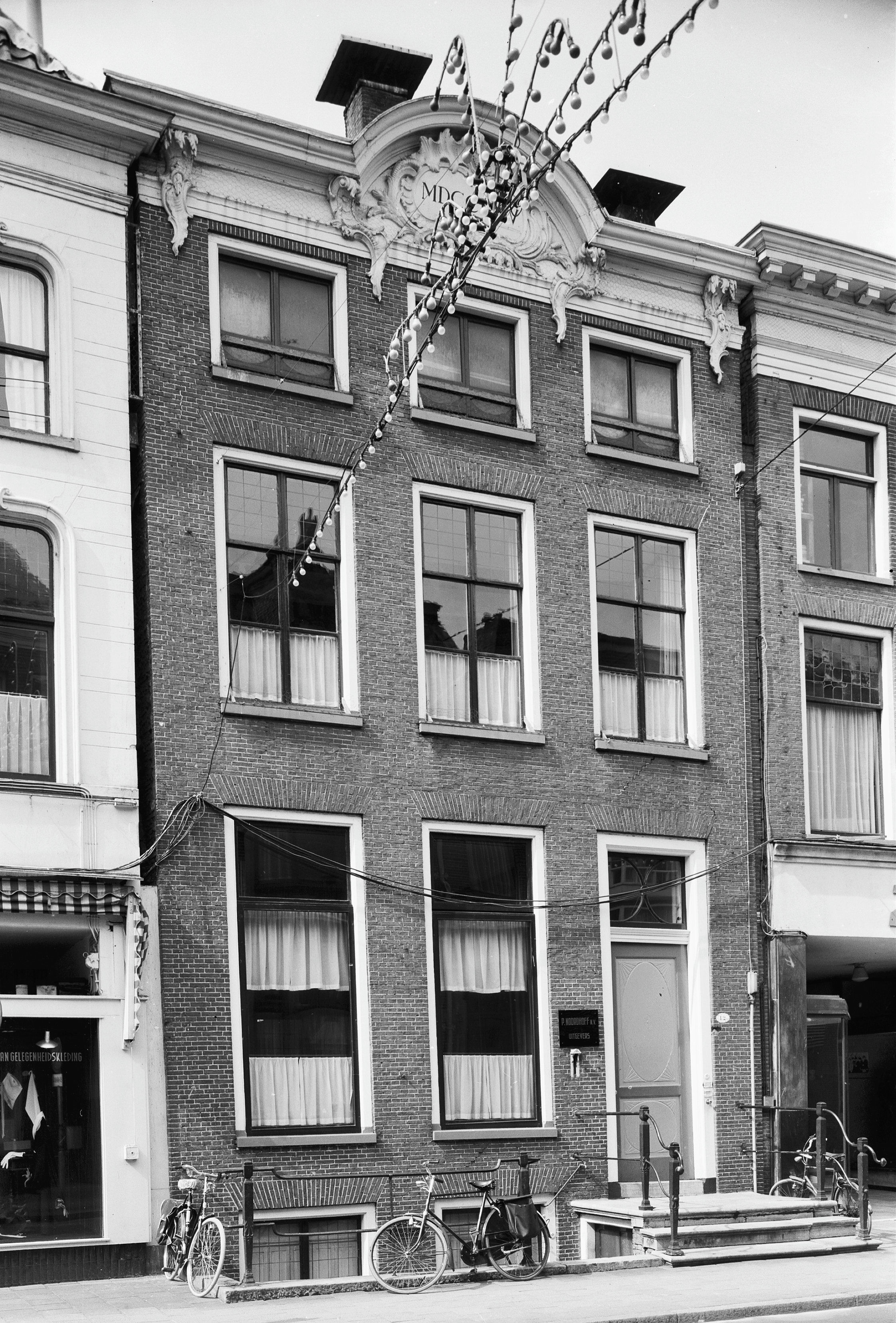
Het pand van P. Noordhoff in 1965

De uitgeverij begon als J.B. Wolters. De oprichter, Jan Berends Wolters, begon in 1836 in de Guldenstraat in Groningen een boekhandel-uitgeverij. Na elf jaar verhuisde Wolters naar de noordzijde van de Grote Markt. Daar overleed hij in 1860, waarna zijn zwager Eduard Benjamin ter Horst jr. de leiding kreeg. Hij begon de boekhandel-uitgeverij in 1868 in de Oude Boteringestraat 18.
Een jaar later vestigde zich op nummer 12 Popko Noordhoff, een boekhandelaar-uitgever die in 1858 in de Herestraat zijn bedrijf P. Noordhoff begonnen was.
Het door Wolters-Noordhoff uitgegeven boek Verdwenen Nederland: Nederland in oude schoolwandplaten toont het resultaat van de concurrentiestrijd die de beide fusiepartners ooit voerden.

### Wolters-Noordhoff en verder
In 1968 fuseerden de twee uitgeverijen tot Wolters-Noordhoff. Vier jaar later werd gefuseerd met de ICU-groep en H.D. Tjeenk Willink tot Wolters Samsom. Vanaf 1987, het jaar dat Wolters Samsom met Kluwer fuseerde tot Wolters Kluwer, was Wolters-Noordhoff onderdeel van de divisie educatie.
In 2008 besloot Wolters Kluwer dat die divisie niet meer tot haar kernactiviteit behoorde en werd de divisie verkocht aan investeringsmaatschappij Bridgepoint Capital, waarbij Wolters Kluwer bedong dat de naam Wolters niet meer gebruikt zou mogen worden om naamsverwarring te voorkomen. Vanaf dat moment ging de uitgeverij verder onder de naam Noordhoff Uitgevers, in 2019 omgedoopt tot Noordhoff, met vestigingen in Groningen en Utrecht. Sinds 2021 is Noordhoff, als onderdeel van de groep Infinitas Learning, eigendom van de Nederlandse participatiemaatschappij NPM Capital.

## Bekende uitgaven
Bekende uitgaven zijn de Grote Bosatlas en Binas. Ook geeft het bedrijf jaarlijks enkele series Lijsters (Engels: Blackbirds) uit. Dat is een pakket van vijf leesboeken die vaak klassikaal worden behandeld. Verder is de uitgeverij bekend van haar schoolplaten, woordenboeken en schoolboeken.
In 1906 verscheen bij P. Noordhoff de liedbundel Kun je nog zingen, zing dan mee. Dit liedboek werd populair en werd de hele twintigste eeuw herdrukt.